# Вест-Алменд (Нью-Йорк)
Вест-Алменд (англ. West Almond) — місто (англ. town) в США, в окрузі Аллегені штату Нью-Йорк. Населення — 274 особи (2020).

## Демографія
Згідно з переписом 2010 року, у місті мешкали 334 особи в 136 домогосподарствах у складі 90 родин. Було 365 помешкань
Расовий склад населення:
| - 90,1 % — білих - 3,0 % — азіатів - 1,8 % — чорних або афроамериканців - 1,8 % — осіб інших рас |

До двох чи більше рас належало 3,3 %. Частка іспаномовних становила 3,6 % від усіх жителів.
За віковим діапазоном населення розподілялося таким чином: 21,3 % — особи молодші 18 років, 62,2 % — особи у віці 18—64 років, 16,5 % — особи у віці 65 років та старші. Медіана віку мешканця становила 45,7 року. На 100 осіб жіночої статі у місті припадало 115,5 чоловіків;  на 100 жінок у віці від 18 років та старших — 119,2 чоловіків також старших 18 років.
Середній дохід на одне домашнє господарство  становив 62 506 доларів США (медіана — 58 125), а середній дохід на одну сім'ю — 76 665 доларів (медіана — 70 972). Медіана доходів становила 41 250 доларів для чоловіків та 35 625 доларів для жінок. За межею бідності перебувало 9,6 % осіб, у тому числі 4,0 % дітей у віці до 18 років та 10,8 % осіб у віці 65 років та старших.
Цивільне працевлаштоване населення становило 121 особа. Основні галузі зайнятості: публічна адміністрація — 17,4 %, освіта, охорона здоров'я та соціальна допомога — 15,7 %, виробництво — 10,7 %, будівництво — 10,7 %.